# 19 décembre 1931
Le samedi 19 décembre 1931 est le 353e jour de l'année 1931.

## Naissances
- Dalton Baldwin (12 décembre 2019), musicien américain
- Gil Vidal, acteur français
- Jacques Legrand (mort le 13 juillet 2016), footballeur français
- José Vicente Train, footballeur espagnol
- Pierre Gessier (mort le 17 février 2007), peintre français
- Winfried Jestaedt (mort le 7 mai 2011), journaliste allemand

## Événements
- Élections fédérales en Australie
- Inauguration de la gare de Nippori
- Inaugartion du pont Riksbron